# Massakren på Virginia Tech
Massakren på Virginia Tech skete den 16. april 2007 på Virginia Polytechnic Institute and State University i Blacksburg i Virginia i USA. En 23-årig sydkoreansk student, Cho Seung-Hui, skød og dræbte i to omgange i alt 32 personer fra universitetet, hvorefter han begik selvmord. Det gør det til den skolemassakre med flest skudofre nogensinde i USA.

Massakren startede kl. 7.15 på et af universitetets kollegier, hvor Cho Seung-Hui dræbte to personer. Et par timer senere angreb han igen på selve universitetet, hvor hovedparten af mordene blev begået. 